# Додекаборид скандия
Додекабори́д ска́́́ндия — бинарное неорганическое соединение скандия и бора с формулой {\displaystyle {\ce {ScB12,}}} кристаллы.

## Получение
Сплавлением стехиометрических количеств элемеетарных веществ:
{\displaystyle {\ce {Sc+12B->[2040~{\ce {^{o}C}}]ScB12}}}.

## Физические свойства
Додекаборид скандия образует кристаллы нескольких модификаций:
- кубическая сингония, пространственная группа F m3m, параметры ячейки a = 0,7402 нм, Z = 4, структура типа додекаборида урана UB12
- тетрагональная сингония, пространственная группа I 4/mmm, параметры ячейки a = 0,522 нм, c = 0,735 нм, Z = 2[2][3][4].

Соединение конгруэнтно плавится при температуре 2040 °C.